# Serik Akhmetov
Pour les articles homonymes, voir Akhmetov.
Pour le Premier ministre du Kazakhstan de 2003 à 2007, voir Danial Akhmetov.
Serik Nyghmetouly Akhmetov (en kazakh : Серік Нығметұлы Ахметов), né le 25 juin 1958 à Temirtaou, est un homme d'État kazakh, Premier ministre du 24 septembre 2012 au 2 avril 2014.

## Biographie
Serik Akhmetov suit une formation d'ingénieur en métallurgie et commence à travailler dans une aciérie de Temirtaou. Il est aussi docteur en sciences économiques.
Akhmetov est nommé ministre des Transports et des Communications dans le gouvernement de Danial Akhmetov le 25 septembre 2006. Il devient vice-Premier ministre le 3 mars 2009. Il est ensuite gouverneur de l'oblys de Karaganda à partir du 19 novembre 2009. Le 20 janvier 2012, Akhmetov est nommé premier vice-Premier ministre.
Le 24 septembre 2012, Karim Massimov présente sa démission du poste de Premier ministre pour rejoindre celui de chef de cabinet du président Noursoultan Nazarbaïev. Akhmetov, premier vice-Premier ministre, le remplace au poste de Premier ministre.
Le 2 avril 2014, Akhmetov démissionne, laissant son poste à Massimov. Il est nommé ministre de la Défense du nouveau gouvernement.